# Понтун
Понтун (англ. Pontoon; ирл. Pont Abhann) — деревня в Ирландии, находится в графстве Мейо (провинция Коннахт) у трассы R310. Население — 381 человек (по переписи 2002 года).